# 빠띠삼비다막가
빠띠삼비다막가(팔리어: Paṭisambhidāmagga, 약호 Paṭis 또는 Pṭs) 또는 무애해도(無礙解道)는 기존 불경, 주로 4부 니까야를 인용해 수행 방법을 체계적으로 정리한 논서이다.
팔리 삼장 소부(굿다까 니까야) 12번째 경전으로 분류되어 있다.
수행 방법에 대한 체계적인 정리는 《위숫디막가(Visuddhimagga, 청정도론)》에 영향을 미쳤다.

## 구성
3품(品, vagga)로 구성되어 있다.
1. 마하박가(Mahā-vagga, 大品)
2. 유가난다박가(Yuganandha-vagga, 俱存品)
3. 빤냐박가(Paññā-vagga, 般若品, 慧品)

## 한국어 번역
- 임승택 편역, 《(초기 불교 수행론의 집성)빠띠삼비다막가 역주》(가산삼학총서 002, 서울: 가산불교문화연구원출판부), 2001.

## 같이 보기
- 붓다고사
- 위숫디막가
- 위뭇티막가